# VestAndPage

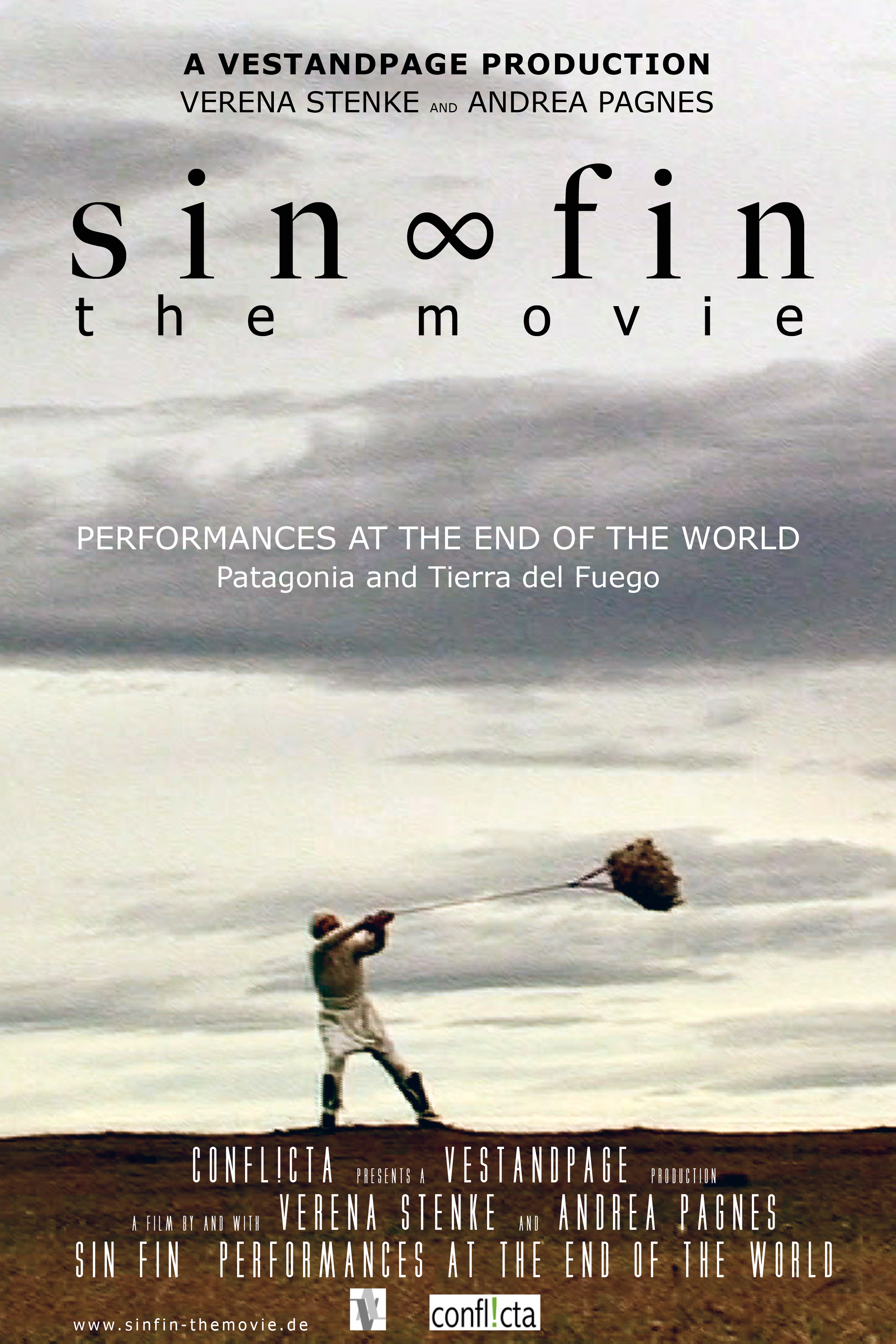
Poster del film 'sin∞fin - Performances at the End of the World'

VestAndPage è un duo artistico fondato nel 2006 da Verena Stenke (nata nel 1981 a Bad Friedrichshall) e Andrea Pagnes (nato il 1962 a Venezia), che opera nell'ambito della performance contemporanea, dell'arte visuale, e della video arte.
Il duo ha ideato il progetto FRAGILE - global performance chain journey, un'iniziativa d'arte globale alla quale partecipano 750 artisti provenienti da 63 nazioni, unitisi insieme per dar vita al viaggio di un oggetto fragile intorno al mondo Sono curatori della VENICE INTERNATIONAL PERFORMANCE ART WEEK.
La serie di film ibridi sin∞fin ("Performances at the End of the World" Cile/Italia, 2010; "Performances at the Holy Centre" India/Italia/Germania, 2011 e "Performances at the Core of the Looking-Glass" Antartide/Argentina/Italia, 2012) si ispira alla trilogia di Peter Sloterdijk Sfere e costituisce un esempio di combinazione tra la performance art e la cinematografia